# Mike Smith (baloncestista de 1976)
Michael "Mike" Smith (West Monroe, Luisiana, 15 de abril de 1976) es un exjugador de baloncesto estadounidense. Con 2,03 metros de altura, jugaba en la posición de alero.

## Trayectoria deportiva

### Universidad
Tras jugar dos temporadas en el Community College de Bossier Parish, fue transferido a los Indians de la Universidad de Luisiana en Monroe, promediando en otras dos campañas 19,3 puntos y 8,2 rebotes por partido. Tras liderar su conferencia en rebotes y acabar como tercer mejor anotador, en 2000 fue elegido Jugador del Año de la Southland Conference.

### Profesional
Fue elegido en la trigésimo quinta posición del Draft de la NBA de 2000 por Washington Wizards, equipo en el que fue una mera comparsa, despedido y readmitido hasta en tres ocasiones a lo largo de la temporada, jugó finalmente 17 partidos en los que promedió 3,0 puntos y 1,3 rebotes.
Al año siguiente fue asignado a los Fayetteville Patriots de la NBA D-League, donde jugó 14 partidos en los que promedió 7,1 puntos y 3,1 rebotes. A partir del año siguiente inició un periplo que le llevó a recorrer equipos de medio mundo, en lugares tan dispares como Chipre, Grecia, Venezuela, Serbia o Francia. En 2007 aterrizó en la liga mexicana, jugando para los Halcones UV Xalapa. En 2010 se marchó a los Lechugueros de León, con los que promedió 12,0 puntos y 4,5 rebotes por partido, regresando a los Halcones en 2011 para disputar la Liga de las Américas.

## Estadísticas de su carrera en la NBA

### Temporada regular
| Temporada | Edad | Equipo             | Liga | P  | TIT | MIN  | TC  | TCA | %TC  | 3P  | 3PA | %3P  | TL  | TLA | %TL  | R.OF. | R.DEF. | REB | ASIS | ROB | TAP | PER | FP  | PTS |
| 2000-01   | 24   | Washington Wizards | NBA  | 17 | 0   | 10.6 | 1.1 | 3.5 | .322 | 0.2 | 1.1 | .167 | 0.6 | 0.9 | .625 | 0.6   | 0.7    | 1.3 | 0.6  | 0.3 | 0.2 | 0.4 | 0.5 | 3.0 |
| Total     |      |                    | NBA  | 17 | 0   | 10.6 | 1.1 | 3.5 | .322 | 0.2 | 1.1 | .167 | 0.6 | 0.9 | .625 | 0.6   | 0.7    | 1.3 | 0.6  | 0.3 | 0.2 | 0.4 | 0.5 | 3.0 |